# Кароку
Кароку (яп. 嘉禄 кароку) — девиз правления (нэнго) японского императора Го-Хорикава, использовавшийся с 1225 по 1228 год .
Причиной объявления нового девиза правления, возможно, стала эпидемия оспы (согласно хронике «Адзума кагами»).

## Продолжительность
Начало и конец эры:
- 20-й день 4-й луны 2-го года Гэннин (по юлианскому календарю — 28 мая 1225);
- 10-й день 12-й луны 3-го года Кароку (по юлианскому календарю — 18 января 1228).

## Происхождение
Название нэнго было заимствовано из классического древнекитайского сочинения «Боу чжи» (кит. трад. 博物志, пиньинь Bówù zhì, буквально: «Описание всех вещей»):「陛下顕先帝光耀、以奉皇天嘉禄」.

## События
даты по юлианскому календарю
- 1225 год (1-й год Кароку) — скончался Оэ-но Хиромото[5];
- 1225 год (1-й год Кароку) — Ходзё Ясутоки учредил должности советников сёгуната (хёдзёсю), секретарей сёгуната (хикицукэсю), для своего дома он учредил должности домоуправителей (карэй), в столице учредил ночную костровую стражу (кагарисю)[5]. Вотчинным начальникам он строго запретил насильные поборы с населения и всякие пререкания их с правительственными чиновниками[5]. Военачальников и самураев, имевших должностные звания в столичной гвардии, но не исполнявших в ней свои обязанности, Ясутоки обязал уплачивать штраф в пользу правительства[5];
- 1225 год (7-я луна 1-го года Кароку) — скончалась Ходзё Масако, вдова основателя сёгуната Камакура Минамото-но Ёритомо[5];
- 1225 год (11-я луна 1-го года Кароку) — будущий сёгун Кудзё Ёрицунэ провёл обряд совершеннолетия в возрасте 8 лет, но всеми делами сёгуната по-прежнему заправлял сиккэн Ходзё Ясутоки[6];
- 1225 год (12-я луна 1-го года Кароку) — император Го-Хорикава посетил храмы Ивасимидзу и Камо[6];
- 1226 год (1-я луна 2-го года Кароку) — император поднял Ёрицунэ до первого ранга пятого класса в придворной иерархии[6].

## Сравнительная таблица
Ниже представлена таблица соответствия японского традиционного и европейского летосчисления. В скобках к номеру года японской эры указано название соответствующего года из 60-летнего цикла китайской системы гань-чжи. Японские месяцы традиционно названы лунами.
| 1-й год Кароку (Деревянный Петух) | 1-я луна       | 2-я луна   | 3-я луна* | 4-я луна               | 5-я луна* | 6-я луна  | 7-я луна* | 8-я луна   | 9-я луна*   | 10-я луна  | 11-я луна* | 12-я луна  |               |
| --------------------------------- | -------------- | ---------- | --------- | ---------------------- | --------- | --------- | --------- | ---------- | ----------- | ---------- | ---------- | ---------- | ------------- |
| Юлианский календарь               | 9 февраля 1225 | 11 марта   | 10 апреля | 9 мая                  | 8 июня    | 7 июля    | 6 августа | 4 сентября | 4 октября   | 2 ноября   | 2 декабря  | 31 декабря |               |
| 2-й год Кароку (Огненная Собака)  | 1-я луна*      | 2-я луна   | 3-я луна* | 4-я луна               | 5-я луна* | 6-я луна  | 7-я луна  | 8-я луна*  | 9-я луна    | 10-я луна* | 11-я луна  | 12-я луна* |               |
| Юлианский календарь               | 30 января 1226 | 28 февраля | 30 марта  | 28 апреля              | 28 мая    | 26 июня   | 26 июля   | 25 августа | 23 сентября | 23 октября | 21 ноября  | 21 декабря |               |
| 3-й год Кароку (Огненная Свинья)  | 1-я луна       | 2-я луна*  | 3-я луна  | 3-я луна* (високосная) | 4-я луна  | 5-я луна* | 6-я луна  | 7-я луна*  | 8-я луна    | 9-я луна   | 10-я луна* | 11-я луна  | 12-я луна*    |
| Юлианский календарь               | 19 января 1227 | 18 февраля | 19 марта  | 18 апреля              | 17 мая    | 16 июня   | 15 июля   | 14 августа | 12 сентября | 12 октября | 11 ноября  | 10 декабря | 9 января 1228 |

* звёздочкой отмечены короткие месяцы (луны) продолжительностью 29 дней. Остальные месяцы длятся 30 дней.